# اجليفات (ولاد شاكر)
اجليفات هو دُوَّار يقع بجماعة زكوطة، إقليم سيدي قاسم، جهة الرباط سلا القنيطرة في المملكة المغربية. ينتمي الدوّار لمشيخة ولاد شاكر التي تضم 17 دوار. يقدر عدد سكانه بـ 145 نسمة حسب الإحصاء الرسمي للسكان والسكنى لسنة 2004.

## روابط خارجية
- البوابة الوطنية للجماعات الترابية
- المندوبية السامية للتخطيط